# Sano di Pietro

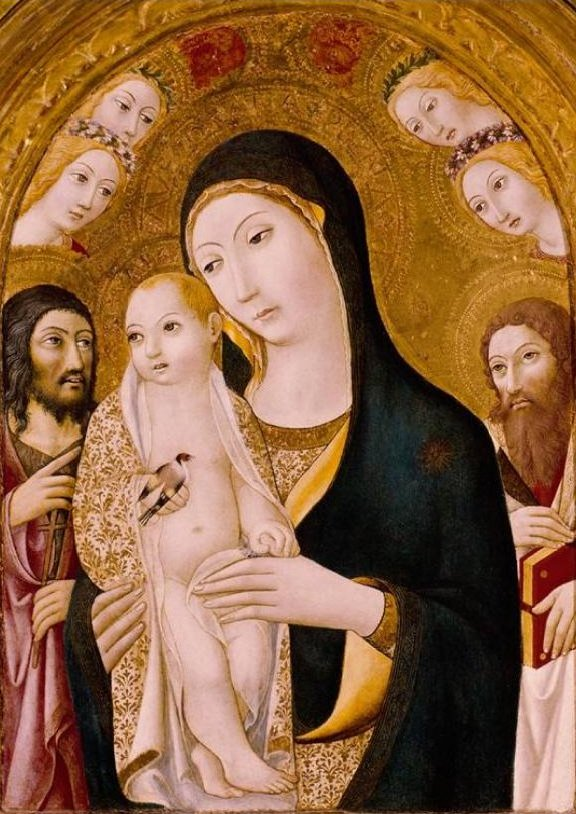
Virgen con el Niño, santos y ángeles

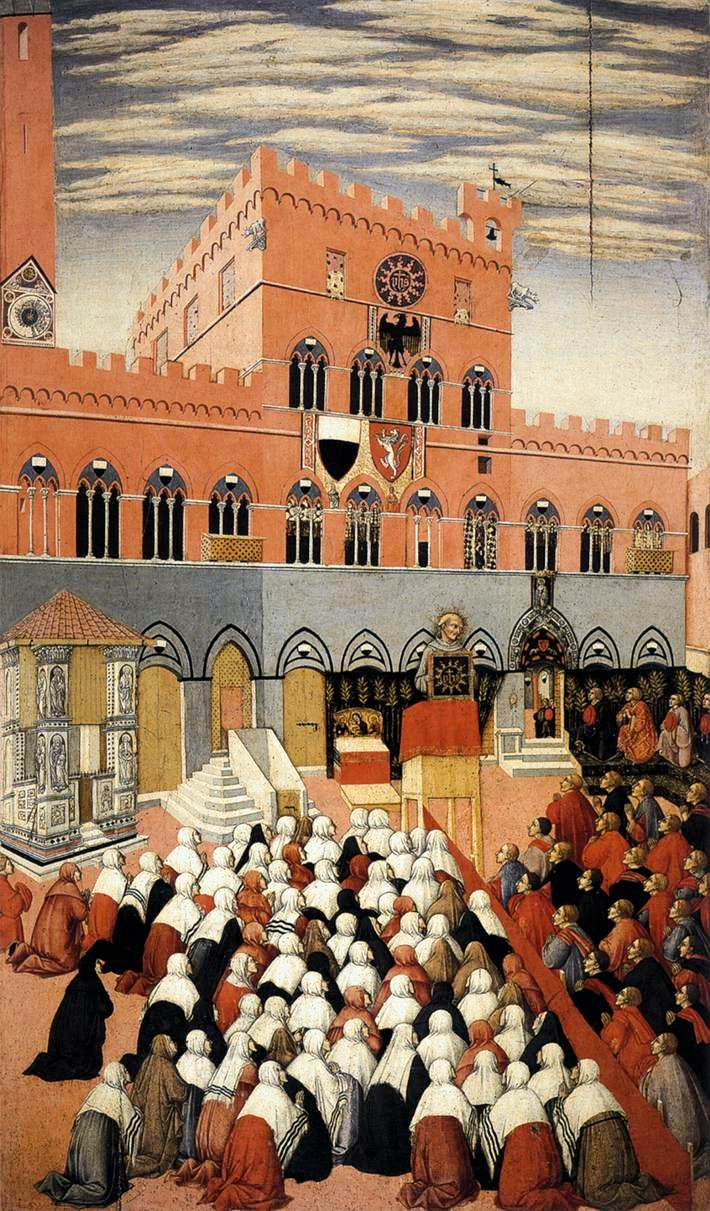
Predicación de San Bernardino en el Campo de Siena

Ansano di Pietro di Mencio, más conocido como Sano di Pietro (Siena, bautizado el 2 de septiembre de 1405 (?) ~ id. 1481) pintor italiano del temprano Renacimiento.

## Biografía y obra
La fecha exacta de su nacimiento en la toscana ciudad de Siena es algo controvertida ya que se sitúa o en el año 1405 o, más probablemente, en 1406.

Sano di Pietro fue discípulo de Sassetta, probablemente el predilecto, pues concluyó diversas obras que a la muerte del maestro  quedaron inacabadas. Su influjo es bien notorio en el alumno. Por su parte Sano dirigió una importante botteca (taller de arte) siendo el realizador de numerosos retablos y madonne (madonas, representaciones de la Virgen María).

Aunque la obra de Sano di Pietro ya está incluida en el Renacimiento quattrocentista mantiene fuertes vestigios de la pintura gótica internacional lo cual se evidencia en cierto esquematismo compositivo.

## Principales obras
- Escenas de la Vida de San Pedro Mártir (1440, Pinacoteca Vaticana, Roma)
- Virgen de la Humildad (1440-42, Brooklyn Museum of Art, New York)
- Escenas de la Vida de San Jerónimo (1444, Museo del Louvre, París)
  - San Jerónimo suena que es fustigado por orden de Cristo
  - San Jerónimo en el desierto
  - San Jerónimo y el león
  - Muerte de San Jerónimo y aparición a San Cirilo de Alejandría
  - San Jerónimo se aparece a Sulpicio Severo y a San Agustín
- Resurrección de Cristo (1444-45, Wallraf-Richartz-Museum, Colonia)
- Predicación de San Bernardino en el Campo de Siena (1445, Museo dell'Opera del Duomo, Siena)
- Escenas de la Vida de la Virgen (Pinacoteca Vaticana, Roma)
  - Natividad y Anunciación a los Pastores (1450-55, Pinacoteca Vaticana, Roma)
  - Huida a Egipto (1445, Pinacoteca Vaticana, Roma)
  - Presentación de la Virgen en el Templo (1448-51, Pinacoteca Vaticana, Roma)
  - Esponsales de la Virgen (1448-51, Pinacoteca Vaticana, Roma)
- Asunción de la Virgen (1447-52, Staatliches Lindenau-Museum, Altenburg)
- Crucifixión (1450, National Gallery of Art, Washington)
- Virgen con el Niño con San Antonio Abad y San Bernardino de Siena (1450, colección privada)
- Virgen con el Niño, ángeles y los santos Jerónimo y Bernardino (1460-70, National Gallery of Art, Washington)
- Tríptico (1470, Museum of Fine Arts, Boston)
  - Virgen con el Niño y ángeles
  - San Jerónimo
  - Santa Clara
- Virgen con el Niño y cuatro ángeles (1470, Museum of Fine Arts, Boston)
- Coronación de la Virgen con San Bernardino y Santa Catalina de Siena. (Palacio Comunal de Siena).
- Decapitación de San Juan Bautista (Museo Pushkin, Moscú)
- Tríptico (Museo Diocesano, Milán)
  - San Lucas
  - San Bartolomé
  - San Teófilo